# Dôme de l'Arpont
De Dôme de l'Arpont is een 3601 meter hoge berg in het Franse departement Savoie. De berg behoort tot de Vanoise, deel van de Grajische Alpen. De Dôme de l'Arpont heeft een eerder afgeronde top (dôme) en maakt deel uit van het uitgestrekte gletsjerplateau van de Glaciers de la Vanoise. Het plateau kent nog verschillende andere afgeronde toppen zoals de Dôme de Chasseforêt en de Dôme des Nants.